# Filips II van Namen
Filips II van Courtenay (1195 -Saint-Flour, 1226), uit het Huis Courtenay, was van 1216 tot 1226 markgraaf van Namen. Hij was de oudste van de vier zoons van Peter van Courtenay en Yolande van Henegouwen. Hij kreeg de bijnaam "met de lippen" (Latijn: Philippus dictus de labra, Frans: Philippe à la Lèvre) en werd geroemd voor zijn dapperheid.

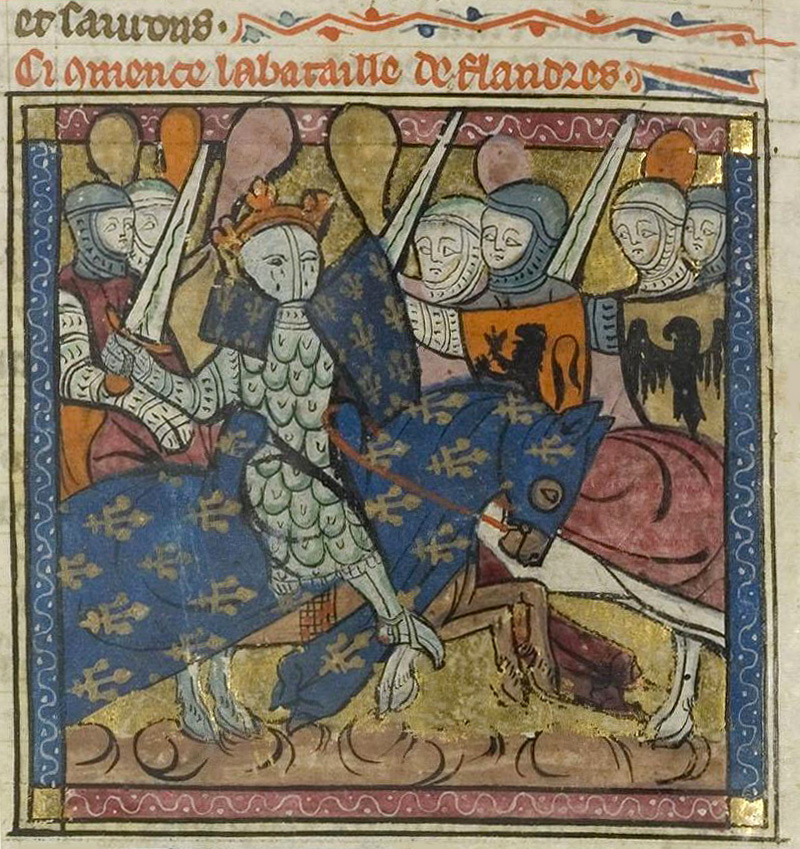
Slag bij Bouvines (1214)

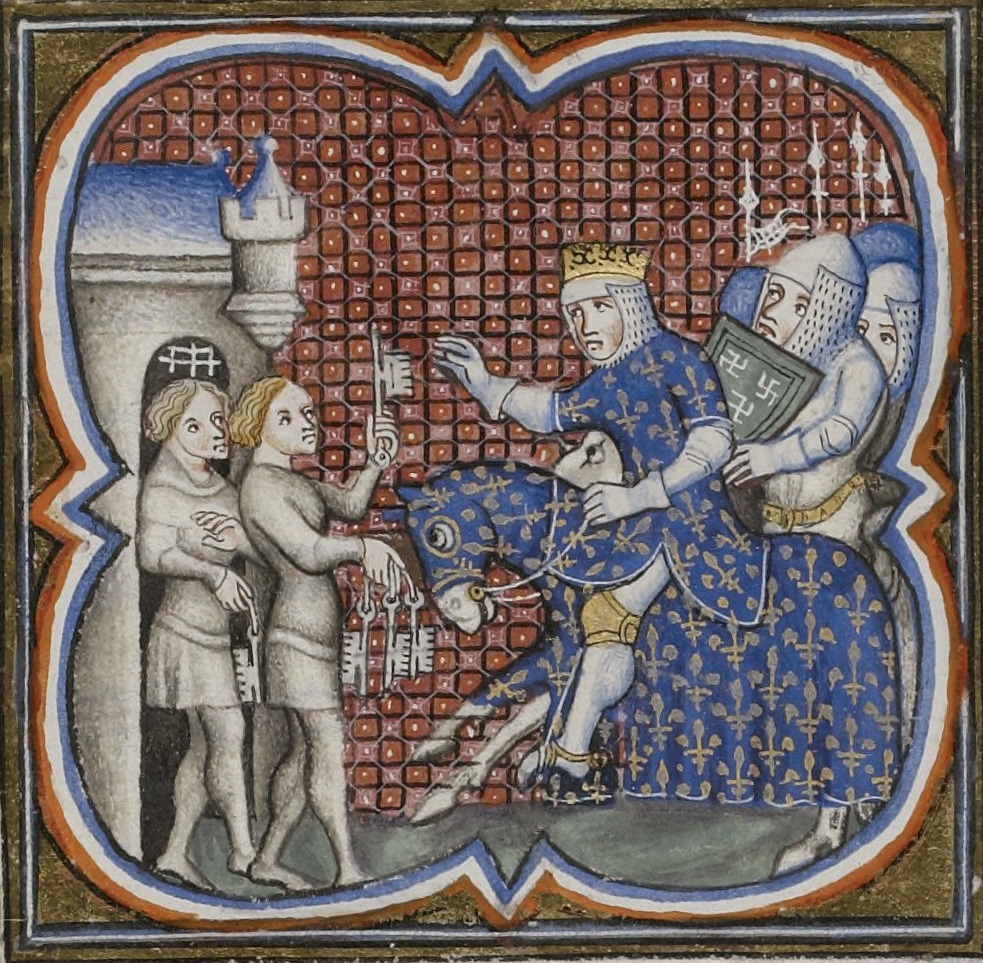
Belegering van Avignon (1226)

## Leven
Na de dood van zijn oom langs moederskant op 9 oktober 1212, markgraaf Filips I van Namen, volgde zijn moeder Yolande haar tweelingbroer op en werd Filips als haar opvolger beschouwd. Daar het markgraafschap Namen een leen was van het Heilige Roomse Rijk, leidde dit er in 1214 toe dat Filips in de slag bij Bouvines in het leger van keizer Otto IV tegen zijn eigen vader, die als Frans leenman diende in het leger van de koning Filips II van Frankrijk, moest vechten.
Toen zijn vader in 1216 tot opvolger van het Latijnse Keizerrijk was aangeduid en zijn ouders naar Constantinopel trokken, droeg Yolande aan Filips het markgraafschap Namen aan hem over en zijn vader droeg de heerlijkheid Courtenay in Frankrijk aan hem over. Op 4 november 1216 vaardigde hij de eerste (ons bekende) oorkonde uit als "markgraaf van Namen" (marchio Namurcensis). Na de dood van zijn ouders werd hij in december 1219 door de belangrijkste edelen van het Latijnse Keizerrijk als hun opvolger in de keizerlijke waardigheid aangeduid. Een Venetiaanse verslag uit deze tijd noemde hem reeds iets te voorbarig "heer en keizer Filips" (domino et Imperatore Philippum). Filips had echter de hem aangeboden waardigheid afgewezen, en had na overleg met koning Filips II van Frankrijk, zijn jongere broer, Robert van Courtenay, aanbevolen voor de keizerlijke troon.
Filips leverde strijd met de nakomelingen van Hendrik IV van Luxemburg, die hun aanspraak op Namen niet wensten op te geven. Daarom sloot hij een verbond met zijn nicht, gravin Johanna van Vlaanderen. Toen duidelijk werd dat het een verloren strijd was, werd Walram IV van Limburg door bemiddeling van aartsbisschop Engelbert van Keulen ertoe gebracht om op 13 maart 1223 in het verdrag van Dinant definitief te verzaken aan zijn aanspraken op Namen.
Filips nam in 1226 deel aan de Albigenzische Kruistocht van koning Lodewijk VIII. Tijdens de belegering van Avignon liep hij een ziekte op, waaraan hij op de terugweg, in de buurt van Saint-Flour, bezweek. Hij werd begraven in de abdij van Vaucelles. Omdat hij ongehuwd was, kwam het graafschap Namen toe aan zijn jongere broer, Hendrik II van Namen.

## Voorouders
| Voorouders van Filips II van Namen (1195-1226) | Voorouders van Filips II van Namen (1195-1226)                                  | Voorouders van Filips II van Namen (1195-1226)                                  | Voorouders van Filips II van Namen (1195-1226)                                | Voorouders van Filips II van Namen (1195-1226)                                | Voorouders van Filips II van Namen (1195-1226)                                | Voorouders van Filips II van Namen (1195-1226)                                | Voorouders van Filips II van Namen (1195-1226)                                | Voorouders van Filips II van Namen (1195-1226)                                |
| ---------------------------------------------- | ------------------------------------------------------------------------------- | ------------------------------------------------------------------------------- | ----------------------------------------------------------------------------- | ----------------------------------------------------------------------------- | ----------------------------------------------------------------------------- | ----------------------------------------------------------------------------- | ----------------------------------------------------------------------------- | ----------------------------------------------------------------------------- |
| Overgrootouders                                | Lodewijk VI van Frankrijk (1081-1137) ∞ 1115 Adelheid van Maurienne (1092-1154) | Lodewijk VI van Frankrijk (1081-1137) ∞ 1115 Adelheid van Maurienne (1092-1154) | Reinout van Courtenay (1110-1161) ∞ Helena van Donjon (-)                     | Reinout van Courtenay (1110-1161) ∞ Helena van Donjon (-)                     | Boudewijn IV van Henegouwen (1110-1171) ∞ 1127 Aleidis van Namen (1110-1169)  | Boudewijn IV van Henegouwen (1110-1171) ∞ 1127 Aleidis van Namen (1110-1169)  | Diederik van de Elzas (1100-1168) ∞ 1139 Sybille van Anjou (1116-1165)        | Diederik van de Elzas (1100-1168) ∞ 1139 Sybille van Anjou (1116-1165)        |
| Grootouders                                    | Peter I van Courtenay (1126-1183) ∞ 1150 Elisabeth van Courtenay (1127-1205)    | Peter I van Courtenay (1126-1183) ∞ 1150 Elisabeth van Courtenay (1127-1205)    | Peter I van Courtenay (1126-1183) ∞ 1150 Elisabeth van Courtenay (1127-1205)  | Peter I van Courtenay (1126-1183) ∞ 1150 Elisabeth van Courtenay (1127-1205)  | Boudewijn de Moedige (1150-1195)) ∞ 1139 Margaretha van de Elzas (1145-1194)  | Boudewijn de Moedige (1150-1195)) ∞ 1139 Margaretha van de Elzas (1145-1194)  | Boudewijn de Moedige (1150-1195)) ∞ 1139 Margaretha van de Elzas (1145-1194)  | Boudewijn de Moedige (1150-1195)) ∞ 1139 Margaretha van de Elzas (1145-1194)  |
| Ouders                                         | Peter II van Courtenay (1167-1219)) ∞ 1193 Yolande van Henegouwen (1175-1219)   | Peter II van Courtenay (1167-1219)) ∞ 1193 Yolande van Henegouwen (1175-1219)   | Peter II van Courtenay (1167-1219)) ∞ 1193 Yolande van Henegouwen (1175-1219) | Peter II van Courtenay (1167-1219)) ∞ 1193 Yolande van Henegouwen (1175-1219) | Peter II van Courtenay (1167-1219)) ∞ 1193 Yolande van Henegouwen (1175-1219) | Peter II van Courtenay (1167-1219)) ∞ 1193 Yolande van Henegouwen (1175-1219) | Peter II van Courtenay (1167-1219)) ∞ 1193 Yolande van Henegouwen (1175-1219) | Peter II van Courtenay (1167-1219)) ∞ 1193 Yolande van Henegouwen (1175-1219) |

## Referentie
- Dit artikel of een eerdere versie ervan is een (gedeeltelijke) vertaling van het artikel Philipp II. (Namur) op de Duitstalige Wikipedia, dat onder de licentie Creative Commons Naamsvermelding/Gelijk delen valt. Zie de bewerkingsgeschiedenis aldaar.